# Município de Marshall (condado de Highland, Ohio)
O município de Marshall (em inglês: Marshall Township) é um município localizado no condado de Highland no estado estadounidense de Ohio. No ano de 2010 tinha uma população de 1.029 habitantes e uma densidade populacional de 17,53 pessoas por km².

## Geografia
O município de Marshall encontra-se localizado nas coordenadas 39° 08′ 15″ N, 83° 28′ 30″ O. Segundo a Departamento do Censo dos Estados Unidos, o município tem uma superfície total de 58.7 km², da qual 56,77 km² correspondem a terra firme e (3,28 %) 1,93 km² é água.

## Demografia
Segundo o censo de 2010, tinha 1.029 habitantes residindo no município de Marshall. A densidade populacional era de 17,53 hab./km². Dos 1.029 habitantes, o município de Marshall estava composto pelo 97,76 % brancos, o 0,29 % eram afroamericanos, o 0,68 % eram amerindios e o 1,26 % eram de uma mistura de raças. Do total da população o 0,19 % eram hispanos ou latinos de qualquer raça.